# Luka Karabatić
Luka Karabatić (ur. 19 kwietnia 1988 w Strasburgu) – francuski piłkarz ręczny pochodzenia chorwackiego, grający na pozycji obrotowego. Od 2015 roku jest zawodnikiem Paris Saint-Germain.

## Kariera sportowa
W latach 2008–2012 występował w Montpellier HB, z którym zdobył pięć mistrzostw Francji i cztery Pucharu Francji. Będąc zawodnikiem Montpellier HB, występował również w Lidze Mistrzów, w której rozegrał 43 mecze i rzucił 22 gole. W latach 2012–2015 był graczem Pays d’Aix UC, w którego barwach rozegrał we francuskiej ekstraklasie 61 spotkań i zdobył w nich 198 goli. W 2015 przeszedł do Paris Saint-Germain, z którym wywalczył dwa mistrzostwa Francji. W sezonie 2015/2016, w którym rzucił 35 bramek, zajął z PSG 3. miejsce w Lidze Mistrzów. W sezonie 2016/2017, w którym zdobył 49 goli, zajął ze swoją drużyną 2. pozycję w LM.
W 2008 zdobył brązowy medal mistrzostw Europy U-20 w Rumunii, podczas których rozegrał siedem meczów i rzucił dziewięć bramek. W 2009 uczestniczył w mistrzostwach świata U-21 w Egipcie, w których wystąpił w ośmiu spotkaniach i zdobył 10 goli.
W reprezentacji Francji zadebiutował 8 czerwca 2011 w spotkaniu z Argentyną. W 2014 zdobył w Danii złoty medal mistrzostw Europy, podczas których wystąpił w ośmiu meczach, notując jeden przechwyt i sześć bloków. W 2015 zdobył mistrzostwo świata – w turnieju, który odbył się w Katarze, zagrał w dziewięciu meczach, w których rzucił siedem bramek. W 2016 uczestniczył w mistrzostwach Europy w Polsce i igrzyskach olimpijskich w Rio de Janeiro (srebrny medal). W 2017 wywalczył drugi złot medal mistrzostw świata – w turnieju, który odbył się we Francji, wystąpił w dwóch pierwszych meczach, w których zdobył jednego gola. Z udziału w dalszej części mistrzostw wykluczyła go kontuzja (zerwanie więzadła piszczelowo-strzałkowego), której doznał w spotkaniu z Japonią (31:19). W 2018 wywalczył brązowy medal mistrzostw Europy w Chorwacji, podczas których zagrał w pięciu meczach i rzucił 10 bramek. Rok później na mistrzostwach świata w Niemczech i Danii pokonali w meczu o trzecie miejsce reprezentację Niemiec 26:26, zdobywając brązowe medale.

## Życie prywatne
Syn jugosłowiańskiego piłkarza ręcznego Branko Karabaticia, młodszy brat francuskiego szczypiornisty Nikoli Karabaticia.
W 2017 sąd uznał go winnym udziału w procederze korupcyjnym, polegającym na obstawieniu w zakładzie bukmacherskim wyniku meczu pomiędzy Montpellier HB a Cesson Rennes MHB (28:31; 12 maja 2012), i skazał na karę dwóch miesięcy pozbawienia wolności z warunkowym zawieszeniem oraz grzywnę w wysokości 10 tys. euro. Francuska federacja piłki ręcznej ukarała go także karą zawieszenia na dwa mecze.

## Statystyki
| Klub                     | Sezon     | Liga  | Liga | Liga | Liga |    | Liga Mistrzów | Liga Mistrzów | Liga Mistrzów |     | Razem | Razem | Razem |
| Klub                     | Sezon     | Liga  | M    | B    | Śr.  | M  | B             | Śr.           | M             | B   | Śr.   |       |       |
| ------------------------ | --------- | ----- | ---- | ---- | ---- | -- | ------------- | ------------- | ------------- | --- | ----- | ----- | ----- |
| Montpellier HB           | 2007/2008 | LNH   | 6    | 2    | 0,3  | 2  | 0             | 0             | 8             | 2   | 0,3   |       |       |
| Montpellier HB           | 2008/2009 | LNH   | 12   | 7    | 0,6  | 2  | 3             | 1,5           | 14            | 10  | 0,7   |       |       |
| Montpellier HB           | 2009/2010 | LNH   | 20   | 24   | 1,2  | 14 | 8             | 0,6           | 34            | 32  | 0,9   |       |       |
| Montpellier HB           | 2010/2011 | LNH   | 24   | 30   | 1,3  | 13 | 9             | 0,7           | 37            | 39  | 1,1   |       |       |
| Montpellier HB           | 2011/2012 | LNH   | 26   | 10   | 0,4  | 11 | 2             | 0,2           | 37            | 12  | 0,3   |       |       |
| Montpellier HB           | 2012/2013 | LNH   | 4    | 13   | 3,3  | 1  | 0             | 0             | 5             | 13  | 2,6   |       |       |
| Razem                    | Razem     | Razem | 92   | 86   | 0,9  | 43 | 22            | 0,5           | 135           | 108 | 0,8   |       |       |
| Pays d’Aix UC            | 2012/2013 | LNH   | 11   | 23   | 2,1  | –  | –             | –             | 11            | 23  | 2,1   |       |       |
| Pays d’Aix UC            | 2013/2014 | LNH   | 25   | 81   | 3,2  | –  | –             | –             | 25            | 81  | 3,2   |       |       |
| Pays d’Aix UC            | 2014/2015 | LNH   | 25   | 94   | 3,8  | –  | –             | –             | 25            | 94  | 3,8   |       |       |
| Razem                    | Razem     | Razem | 61   | 198  | 3,2  | –  | –             | –             | 61            | 198 | 3,2   |       |       |
| Paris Saint-Germain      | 2015/2016 | LNH   | 24   | 53   | 2,2  | 18 | 35            | 1,9           | 42            | 88  | 2,1   |       |       |
| Paris Saint-Germain      | 2016/2017 | LNH   | 21   | 70   | 3,3  | 17 | 49            | 2,9           | 38            | 119 | 3,1   |       |       |
| Paris Saint-Germain      | 2017/2018 | LNH   | 8    | 18   | 2,3  | 6  | 8             | 1,3           | 14            | 26  | 1,9   |       |       |
| Razem                    | Razem     | Razem | 53   | 141  | 2,7  | 41 | 92            | 2,2           | 94            | 233 | 2,5   |       |       |
| Stan na 22 stycznia 2018 |           |       |      |      |      |    |               |               |               |     |       |       |       |

## Sukcesy

### Reprezentacyjne
Igrzyska olimpijskie:
- Tokio 2020
- Rio de Janeiro 2016

Mistrzostwa świata:
- Katar 2015, Francja 2017
- (Polska/Szwecja 2023)
- Niemcy/Dania 2019

Mistrzostwa Europy:
- Dania 2014
- Chorwacja 2018

### Klubowe
Liga Mistrzów:
- 2017

Mistrzostwa Francji:
- 2008, 2009, 2010, 2011, 2012, 2016, 2017, 2018

Puchar Francji:
- 2008, 2009, 2010, 2012, 2018

Puchar Ligi Francuskiej:
- 2010, 2011, 2012, 2017, 2018